# Zaluka Lipnička
Zaluka Lipnička – wieś w Chorwacji, w żupanii karlowackiej, w gminie Žakanje. W 2011 roku liczyła 132 mieszkańców.